# Rue du Colonel-Dominé
La rue du Colonel-Dominé est une voie située dans le quartier de la Maison-Blanche du 13e arrondissement de Paris, en France.

## Origine du nom
Elle porte le nom du colonel français Marc-Edmond Dominé (1848-1921), qui s'illustra durant la guerre franco-allemande de 1870, la guerre franco-chinoise et la Première Guerre mondiale.

## Historique
La voie est créée dans le cadre de l'aménagement de la ZAC Tage-Kellermann sous le nom provisoire de « voie AZ/13 » et prend sa dénomination actuelle le 2 février 1987. 
Elle ne doit pas être confondue avec l'ancienne rue du Colonel-Dominé, dans le 12e arrondissement, actuelle rue Élie-Faure.

## Bâtiments remarquables et lieux de mémoire
- Une entrée du jardin du Moulin-de-la-Pointe.